# 伐由

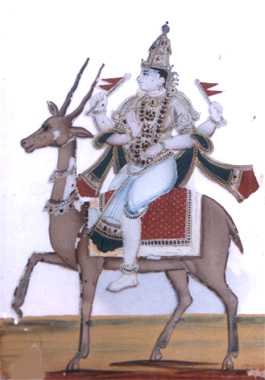
伐由

伐由（वायु / Vāyu），別名伐多（वात / Vāta）、帕帆那（पवन / Pavana）或往世（Prāna），司風與大氣之印度神話主神之一，他是勇士怖軍和猴神哈奴曼之父。風（或大氣）是印度教五大元素之一，伐由一詞與拉丁語vita（生命）同根，因而伐由神也象徵了生命的氣息。

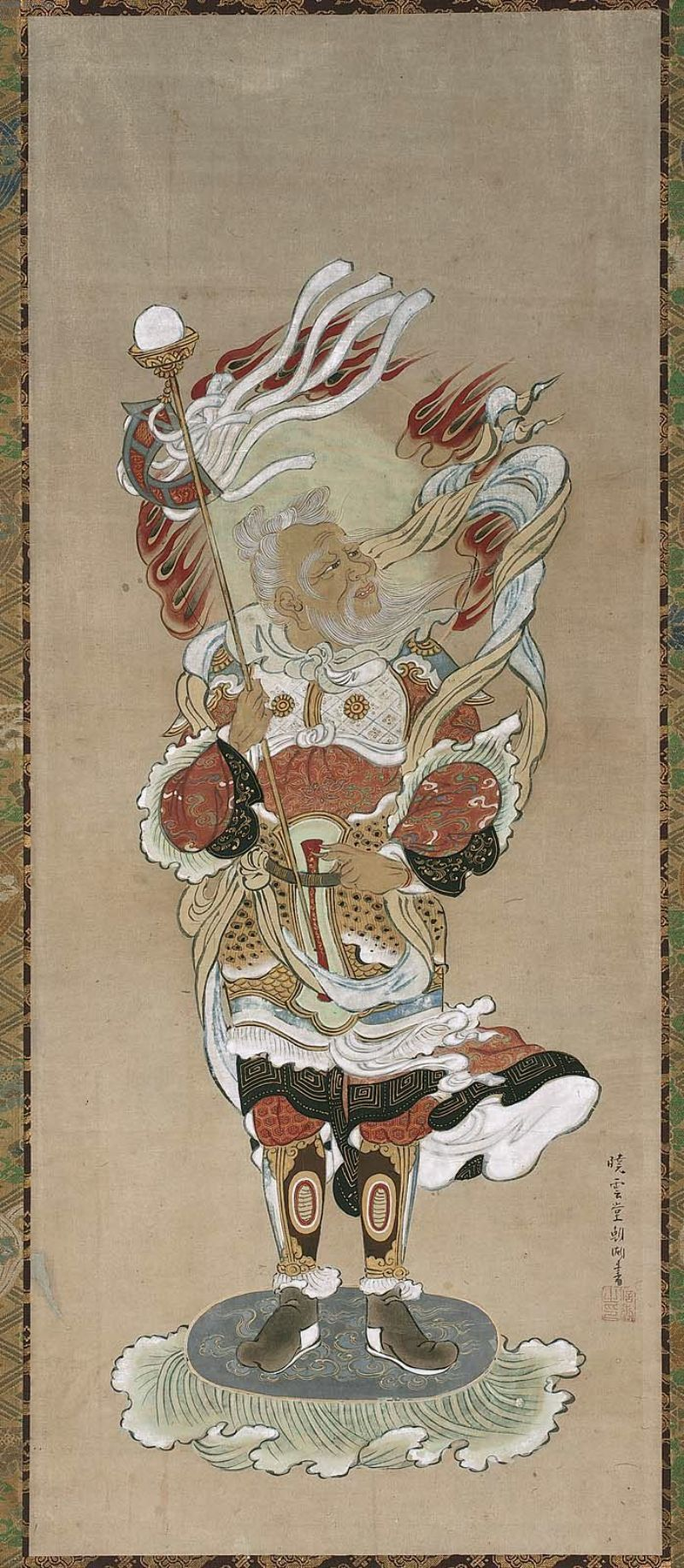
風天像

后被佛教吸收，为十二天之一，稱為风天。密教中将其作为镇守西北方的護法。形象大多是白胡须的老人姿态，身呈赤黑色，戴冠，身穿甲胄，左手按腰，右手持幢幡，骑在獐身上，有二天女和众药叉侍其左右。

## 定義
有時，vāyu一詞在「空氣」或「風」的意義上更普遍地被用作prāna的同義詞。Vāta是伐由（Vāyu）的另一個名稱，是梵語和印地語「大氣」（vātāvaranam）的起源。
在摩訶婆羅多裡，怖軍是伐由的兒子和化身。